# آبارلیکس
آبارلیکس (انگلیسی: Abarelix) یک آنتاگونیست هورمون آزادکننده گنادوتروپین تزریقی (آنتاگونیست GnRH) است که در آلمان و هلند به بازار عرضه می شود. این دارو عمدتاً در انکولوژی برای کاهش میزان تستوسترون ساخته شده در بیماران مبتلا به سرطان پروستات علامت‌دار پیشرفته که هیچ گزینه درمانی دیگری برای آن در دسترس نیست استفاده می‌شود.